# New York International Auto Show

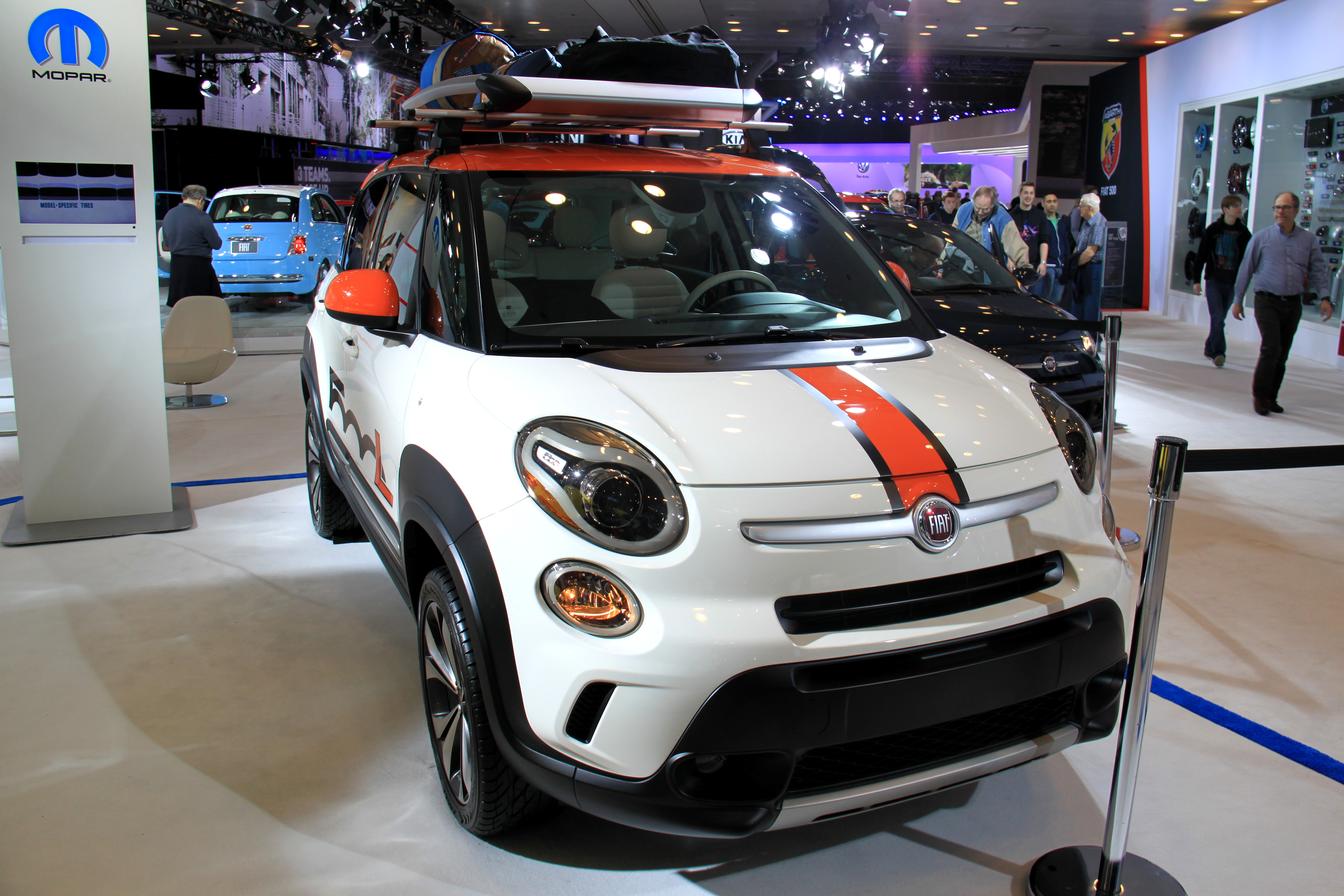
Fiat Minivan concept

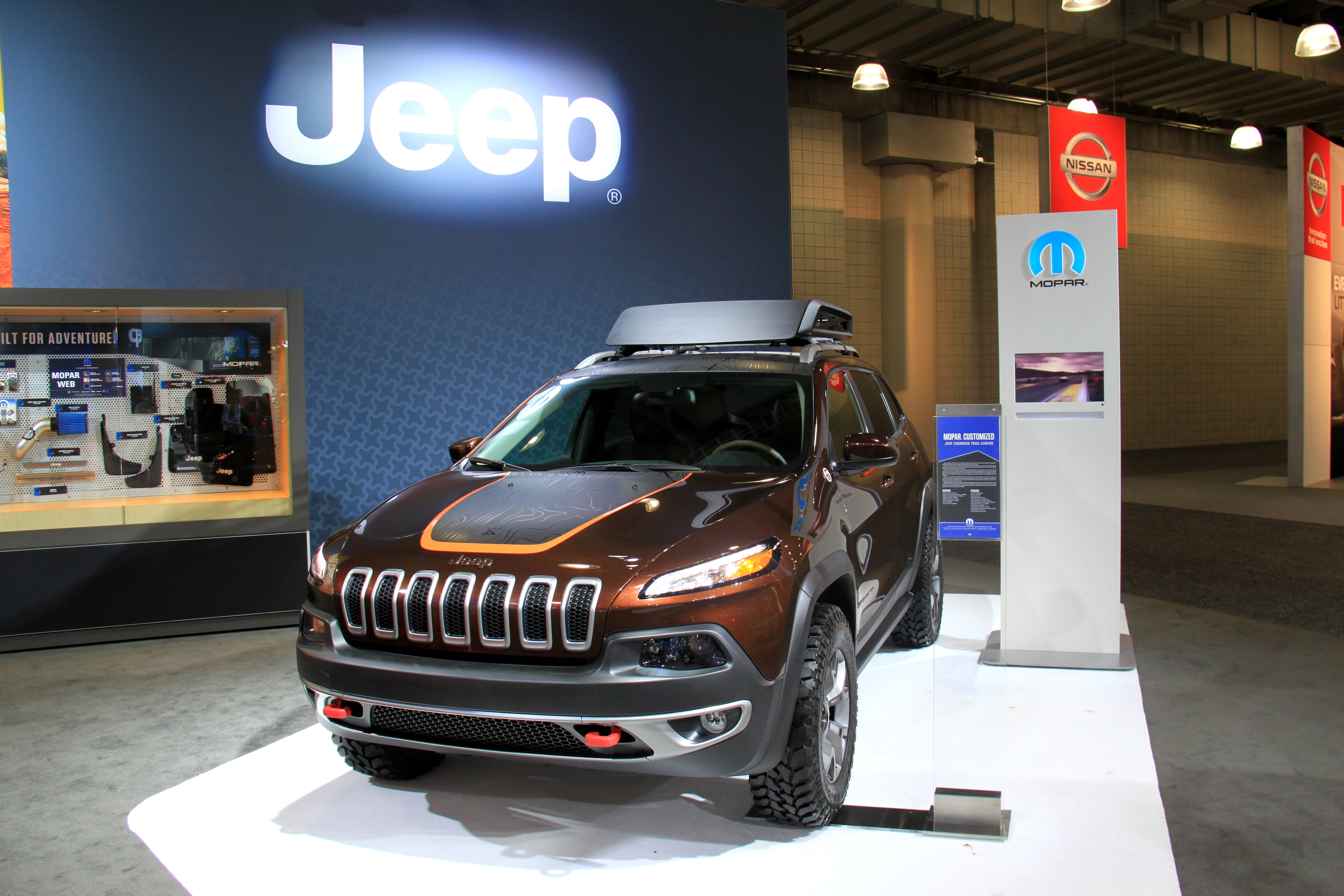
Jeep Cherokee SUV Urban

New York International Auto Show (Salonul Auto Internațional din New York) este un salon auto anual ținut în Manhattan în sfârșit de martie sau început de aprilie la Jacob Javitsn Convention Centre. În general, se deschide înainte de weekend-ul de Paște și se închide în prima duminică de după Paște.
În 2025, NYIAS are loc de pe 18 aprilie până pe 27 aprilie.
Show-ul se ține anual încă din anul 1900. S-a ținut la New York Coliseum între anii 1956 și 1987, an în care acesta s-a mutat la Javits Centre.
Înainte ca show-ul să se deschidă, în fiecare an, mai multe companii auto prezintă noi producții și concepte de vehicule presei.În plus, Greater New York Auto Dealers Association (GNYADA) și International Motor Press Association (IMPA) găzduiește întâlniri și evenimente corporative.